# We All Fall Down
Pour plus de détails, voir Fiche technique et Distribution.
We All Fall Down est un film canadien coécrit et réalisé par Martin Cummins, sorti en 2000.

## Fiche technique
Sauf indication contraire, les informations mentionnées dans cette section peuvent être confirmées par la base de données cinématographiques IMDb,  présente dans la section « Liens externes ».
- Titre original : We All Fall Down
- Réalisation : Martin Cummins[1]
- Scénario : Martin Cummins et Richard C. Burton
- Direction artistique : Patrick Banister
- Décors : Marko Lytviak
- Costumes : Sheila White
- Photographie : Andreas Poulsson
- Montage : Robb Watson
- Musique : Jim Byrnes, Danny Mack et Bif Naked
- Production : Jim Rowe ; Richard C. Burton (coproducteur) ; Leonard Bonnell, Martin Cummins, Brandy Ledford et Helen Shaver (production exécutive)
- Sociétés de production : Road Cone
- Sociétés de distribution : Critical Mass Releasing
- Pays d'origine :  États-Unis
- Langue originale : anglais
- Format : couleur - 35 mm - 1,33:1[2] - son Dolby[2]
- Genre : Drame
- Durée : 92 minutes
- Dates de sortie[3] :

États-Unis : 12 octobre 2000 (sortie limitée)
Canada : aucune date de sortie cinéma (sorti directement en DVD)
France : indéterminée
- Dates de sortie DVD :

Canada / États-Unis : 11 novembre 2008

## Distribution
- Darcy Belsher : Michael
- Martin Cummins : Kris
- Françoise Robertson (en) : Ryan
- Helen Shaver : Sherry
- Nicholas Campbell : Bruce
- René Auberjonois
- Barry Pepper : John
- Richard C. Burton : Tom Sellek
- Raquel Meade : Emmett

## Production
Le tournage s'est déroulé à Vancouver, en Colombie-Britannique, au Canada,.

## Distinctions
Récompenses
- Genie Awards 2001 : Meilleure performance d'actrice dans un rôle principale pour Helen Shaver[8]

Nominations
- Leo Awards 2001 : Meilleur scénariste pour un long métrage dramatique pour Martin Cummins et Richard C. Burton[8]